# Albrechts Teerofen
Die Ortslage Albrechts Teerofen (früher auch: Albrechts-Theerofen) ist Bestandteil des Berliner Ortsteils Wannsee im südwestlichen Bezirk Steglitz-Zehlendorf.

## Lage
Albrechts Teerofen liegt im Teltow, im äußersten Süden Berlins, südlich des Teltowkanals, ragt dort als Landzipfel aus der Stadt heraus und wird von Potsdam, Stahnsdorf und am gegenüberliegenden Ufer von Kleinmachnow umschlossen. Er hat lediglich durch das Kremnitzufer nach Westen, über die etwas größere Siedlung Kohlhasenbrück, Anschluss an das Straßennetz nach Berlin-Wannsee. Umgeben ist die Siedlung von der Parforceheide, einem großen Waldgebiet.

## Geschichte und Etymologie

Der Teerbrenner,
Stich von J. W. Meil

Der Name „Albrechts Teerofen“ ist eng mit dem umgebenden Wald verbunden: Seit dem Hochmittelalter wurde in Teeröfen bevorzugt aus dem harzreichen Kiefernholz Pech und Teer hergestellt. Eine derartige Pecherei war Ursprung des Namens.
Laut Gerhard Schlimpert geht die älteste Erwähnung auf das Jahr 1680 mit der Bezeichnung „Teer Offen“ zurück. In diesem Jahr erschien die seinerzeit als Etablissement bezeichnete Ortslage erstmals als „Teerbrenner zu Kohlhasenbrück“.
Aus dem Jahr 1700 liegt folgende Aufzeichnung zur „Kohlhasen Brücke“ und zum „Ther Ofen“ vor:

„[…] der Therbrenner alhir […] hat […] Ambts Bier Schencken und Hohlen müßen.“

Überliefert ist, dass nach dem Siebenjährigen Krieg (1756–1763) ein gewisser Christian Friedrich Albrecht, der 1761 angeboten hatte, einen Teerofen neu aufzubauen, Besitzer jenes Teerofens war. Als Lohn sollte er zehn Morgen Acker „unweit Kohlhasenbrück in der Potsdamer Heide zugemessen“ bekommen. Ein Jahr später kam es zu einem Pachtkontrakt über den Bau des Ofens. Im Jahr 1767 findet sich die Bezeichnung „der Albrechtsche Teerofen“. 1773 erhob der Nachfolger Albrechts, der Pächter Behrend, Klage, dass ihm nicht genügend Kien zur Verfügung stünde und er dadurch einen „schlechten Absatz des Teers“ zu beklagen habe. Schon 1783 soll die Pechsiederei nicht mehr bestanden haben. In diesem Jahr kam es zu einer Erbverpachtung der Ländereien beim Teerofen Kohlhasenbrück. Der Erbpächter des „sogenannten neuen Theerofens bey Kohlhasenbrück“ erbat dabei Bauholz zur Errichtung eines zuvor abgebrannten Hauses. Zu dieser Zeit lag die Siedlung noch an der Bäke, einem Fließ, das zu Beginn des 20. Jahrhunderts zum größten Teil im Teltowkanal aufging, der zwischen 1900 und 1906 als Verbindung zwischen Havel und Spree über die Dahme durch den Teltow gezogen wurde. Die Spur des Teerofens verliert sich in seiner letzten Erwähnung im Jahr 1817. Nach 1820 entstand ein 1831 erneut erwähntes Etablissement, das 1860 aus einer Kolonie mit sieben Wohn- und acht Wirtschaftsgebäuden bestand, in denen 1854 insgesamt 54 Personen lebten. Die Gemarkung war 63 Morgen groß und bestand aus 48 Morgen Acker, elf Morgen Wiese und zwei Morgen Gartenland. Weitere zwei Morgen waren mit Gehöften bebaut. 1849 wechselte die Gerichtsbarkeit vom Justizamt Potsdam zum Kreisgericht Potsdam und von dort 1878 zum Amtsgericht Potsdam. Im Jahr 1920 wurde die Kolonie nach Berlin eingemeindet und war 1932 ein Unterwohnplatz des Ortsteils Berlin-Wannsee.

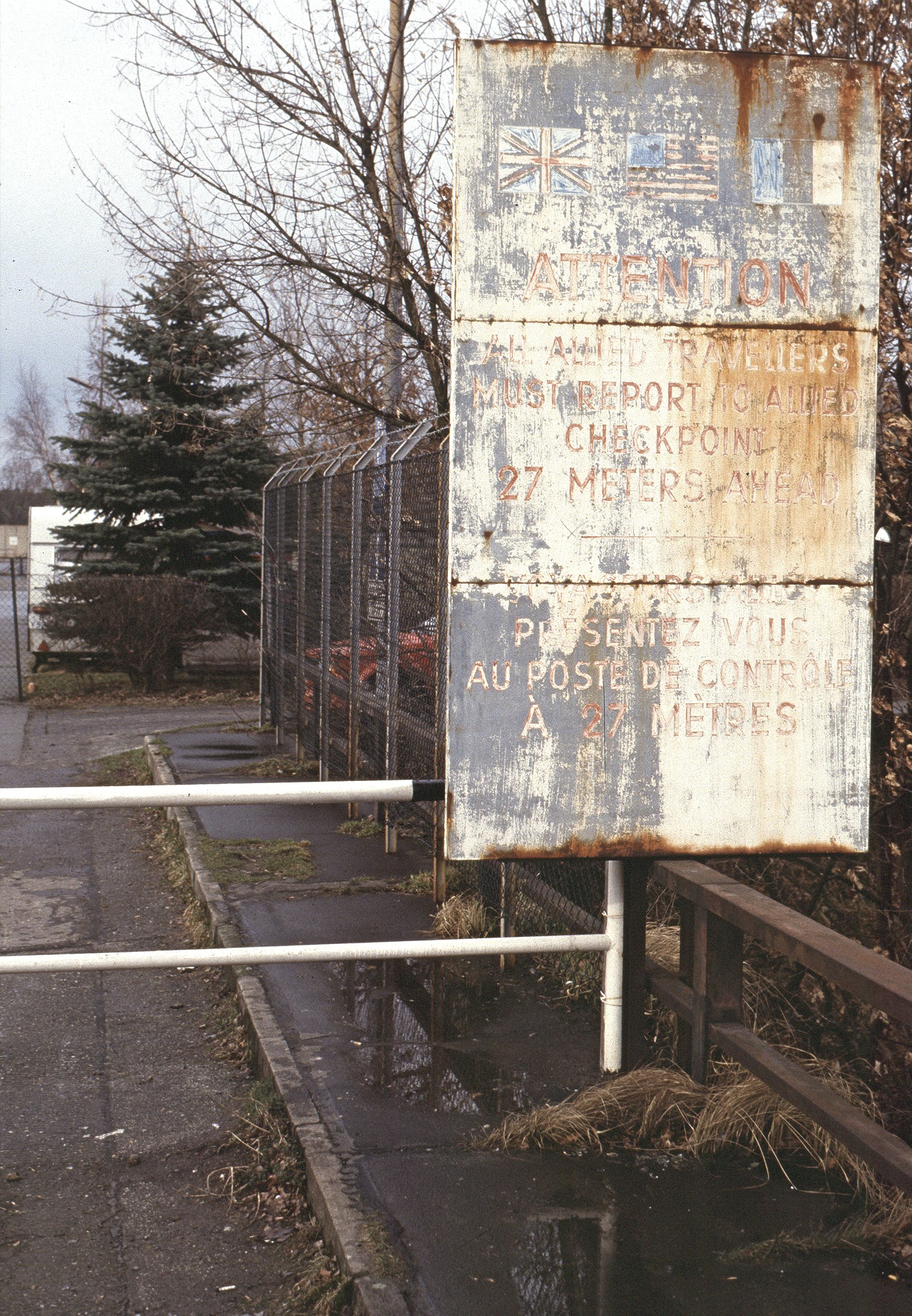
Hinweisschilder zum ehemaligen Grenzübergang, 1988

In der Zeit der deutschen Teilung bildete die Alsenbrücke am Pohlesee die einzige Verbindung von West-Berlin nach Kohlhasenbrück, zum Teerofen und zur benachbarten Exklave Steinstücken. Im östlichen Teil wurde Albrechts Teerofen von der ehemaligen Trasse der heute als A 115 bezeichneten Autobahn geschnitten, die hier den Teltowkanal überquerte. Auf dem schmalen West-Berliner Gebietsstreifen befanden sich bis 1969 der West-Berliner Kontrollpunkt Dreilinden von Polizei und Zoll mit dem alliierten Kontrollpunkt Checkpoint Bravo sowie eine Autobahnraststätte. Auf dem Weg nach West-Berlin verlief die Strecke erneut auf DDR-Territorium, bis sie am Zehlendorfer Kleeblatt endgültig West-Berliner Gebiet erreichte. Dieser Streckenabschnitt diente nach den Sperrmaßnahmen der DDR am 13. August 1961 ausschließlich dem Transitverkehr zwischen der Bundesrepublik und West-Berlin; zur DDR hin war dieser Abschnitt abgesperrt und nicht allgemein zugänglich. 1969 wurde die Autobahn auf die heutige Trasse verlegt, die sich vollständig auf DDR-Gebiet befindet.
Am südlichen Ufer des Teltowkanals zieht sich die Siedlung mit einigen Häusern entlang. Hier befinden sich ein Campingplatz sowie an der ehemaligen Autobahnbrücke das Gelände des ältesten Berliner Bogenschützenvereins, 1. Berliner Bogenschützen e. V.
Durch die abgeschiedene Lage sind die Bauten auch im 21. Jahrhundert noch nicht an die zentrale Wasserver- und Abwasserentsorgung angeschlossen. Alle Gebäude haben Eigenversorgungsanlagen (Brunnen) sowie Abwassergruben. Die Stromversorgung erfolgt über alte Freileitungen.

## Kultur und Sehenswürdigkeiten

Am Kremnitzufer

Durch ihre ruhige Lage am Wald und am Kanal bietet die Siedlung hohen Freizeitwert, beispielsweise für Wanderungen, Radtouren und Angelsport. Ein Ruder- und ein Bogenschützenverein haben sich am Ufer des Teltowkanals angesiedelt. Bis Ende 2013 war am östlichen Ende der Siedlung ein Angelverein ansässig. Ebenfalls am östlichen Ende der Siedlung betreut die evangelische Kirchengemeinde Mariendorf ein Freizeitgelände. Angrenzend liegt auch der Kinder- und Jugendzeltplatz „Bäkewiese“, den die „Ev. Schülerarbeit (BK) Berlin“ ehrenamtlich betreut. Anfang Mai 2014 wurde dort die erste Weidenkirche Berlins errichtet.